# Gülşat Mämmedowa

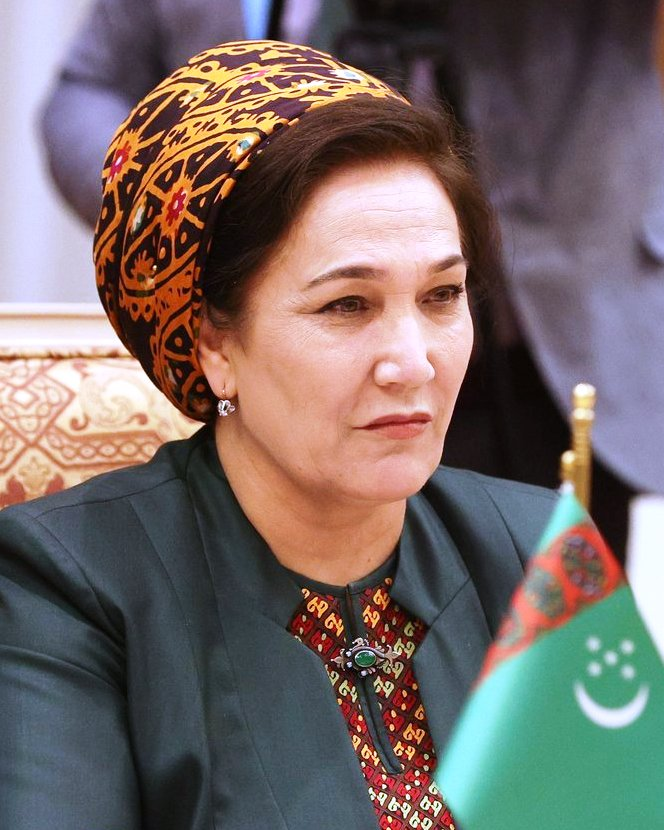
Gülşat Mämmedowa (2022)

Gülşat Mämmedowa (* 1964 in Aşgabat) ist eine turkmenische Politikerin.

## Politik
Bis 2009 war sie stellvertretende Ministerin für Bildung und hierbei zuständig für Schulen und Kindergärten. Im Juli 2009 wurde sie als Nachfolgerin von Muhammetgeldi Annaamanow Bildungsministerin Turkmenistans. Ihr Vorgänger war wegen einer Bestechungsaffäre abberufen worden. Mämmedowa wurde im August 2012 durch Präsident Berdimuhamedow wegen Unregelmäßigkeiten bei Prüfungen für den Zugang zur höheren Bildung gerügt.
Im April 2015 wurde Mämmedova wegen Unzulänglichkeiten bei der Beschäftigung von Absolventen ausländischer Universitäten von ihrem Amt als Bildungsministerin entbunden. Am 8. April 2016 wurde sie zur stellvertretenden Vorsitzenden des Ministerkabinetts für Kultur und Medien Turkmenistan ernannt. Am 31. März 2018 wurde Mämmedova zur Vorsitzenden der Versammlung von Turkmenistan gewählt. Zuvor (Juni 2017 – März 2018) bekleidete sie die Funktion der Stellvertreterin.